# Punto material
Un punto material, partícula ideal o partícula puntual es una idealización de partículas muy utilizada en física. Su característica definitoria es que un punto material no tiene extensión espacial; al ser adimensional, no ocupa espacio. En la práctica significa que bajo los experimentos físicos pertinentes no puede apreciarse ninguna estructura interna y la forma o tamaño de la partícula real no es relevante en el contexto en que se emplea dicha idealización.
Por tanto, una partícula puntual es una representación adecuada de cualquier objeto siempre que su tamaño, forma y estructura sean irrelevantes en un contexto determinado. Por ejemplo, cualquier objeto de tamaño finito se verá y se comportará como un objeto puntual desde una distancia suficiente. Las masas puntuales y las cargas puntuales, que se analizan a continuación, son dos casos comunes. Una partícula puntual tiene una propiedad aditiva, como la masa o la carga, que suele representarse matemáticamente mediante una función delta de Dirac.
En la mecánica cuántica, el concepto de partícula puntual se complica por el principio de incertidumbre de Heisenberg, ya que incluso una partícula elemental ocupa un volumen no nulo sin estructura interna. Por ejemplo, la órbita atómica de un electrón en el átomo de hidrógeno ocupa un volumen de ~10−30 m3. Existe una distinción entre las partículas elementales, como los electrones o los cuarks, que no tienen una estructura interna conocida, frente a las partículas compuestas, como los protones, que tienen una estructura interna: Un protón está formado por tres cuarks. Las partículas elementales se denominan a veces «partículas puntuales» debido a su falta de estructura interna, que es diferente de las mencionadas anteriormente.

## Masa puntual
ㅤArtículo principal: Masa puntual
La masa puntual es el concepto, por ejemplo, en la física clásica, de un objeto físico (típicamente materia) que tiene una masa no nula y, sin embargo, es explícitamente (o se piensa o modela como) infinitesimal (infinitamente pequeño) en su volumen o dimensiones lineales. En la teoría de la gravedad, los objetos extendidos pueden comportarse como puntuales incluso en su proximidad inmediata. Por ejemplo, los objetos esféricos que interactúan en un espacio tridimensional y cuyas interacciones se describen mediante la gravitación newtoniana se comportan como si toda su materia estuviera concentrada en sus centros de masas[cita requerida]. Esto es cierto para todos los campos descritos por una ley cuadrática inversa.

## Carga puntual
ㅤArtículo principal: Carga puntual

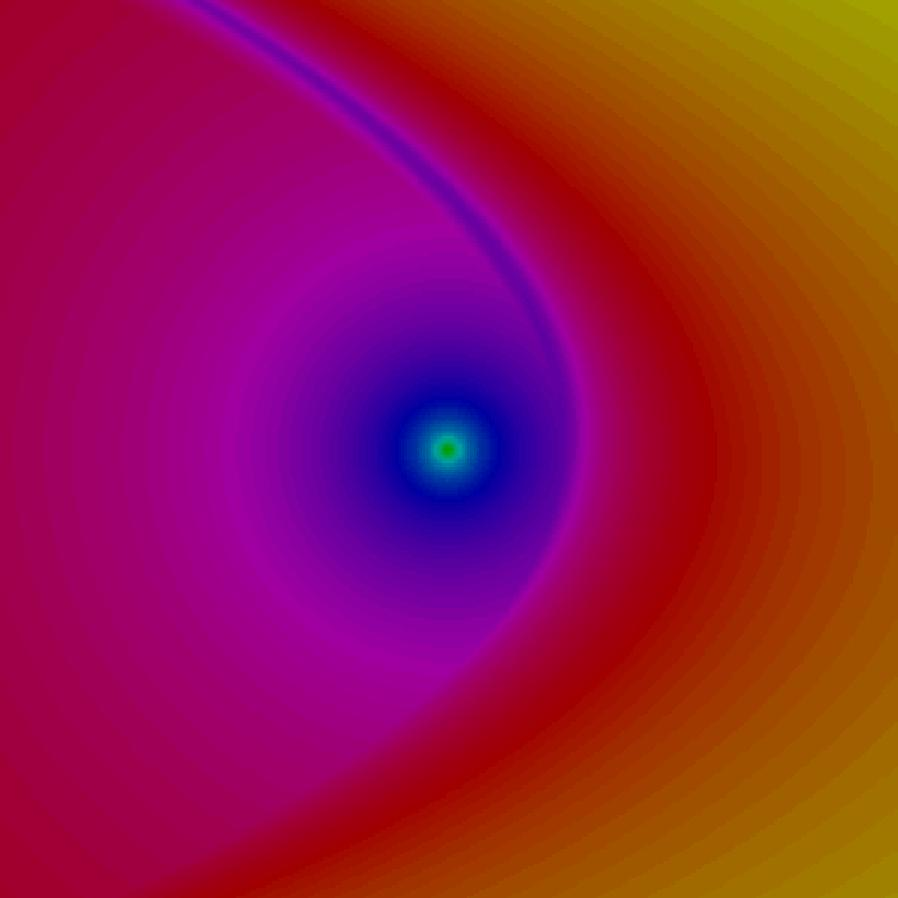
Potencial escalar de una carga puntual poco después de salir de un imán dipolar, moviéndose de izquierda a derecha.

Al igual que en el caso de las masas puntuales, en el electromagnetismo los físicos hablan de una carga puntual, una partícula puntual con una carga distinta de cero. La ecuación fundamental de la electrostática es la ley de Coulomb, que describe la fuerza eléctrica entre dos cargas puntuales. Otro resultado, el teorema de Earnshaw, afirma que una colección de cargas puntuales no puede mantenerse en una configuración de equilibrio únicamente por la interacción electrostática de las cargas. El campo eléctrico asociado a una carga puntual clásica aumenta hasta el infinito a medida que la distancia de la carga puntual disminuye hacia el cero, lo que sugiere que el modelo ya no es preciso en este límite.

## En la mecánica cuántica

Un protón combina dos cuarks arriba y un cuark abajo, mantenidos juntos por los gluones.

Existe una distinción entre una partícula elemental (también llamada partícula puntual) y una partícula compuesta en la mecánica cuántica. Una partícula elemental, como un electrón, un cuark o un fotón, es una partícula sin estructura interna conocida. Una partícula compuesta, como un protón o un neutrón, tiene una estructura interna (véase la figura). Sin embargo, ni las partículas elementales ni las compuestas están localizadas espacialmente debido al principio de incertidumbre de Heisenberg. El paquete de ondas de las partículas siempre ocupa un volumen distinto de cero. Por ejemplo, véase el orbital atómico: El electrón es una partícula elemental, pero sus estados cuánticos forman patrones tridimensionales.
Sin embargo, hay una buena razón por la que una partícula elemental suele llamarse partícula puntual. Aunque una partícula elemental tenga un paquete de ondas deslocalizado, el paquete de ondas puede representarse como una superposición cuántica de estados cuánticos en la que la partícula está precisamente localizada. Además, las interacciones de la partícula pueden representarse como una superposición de interacciones de estados individuales que están localizados. Esto no es cierto para una partícula compuesta, que nunca puede representarse como una superposición de estados cuánticos exactamente localizados. En este sentido, los físicos pueden hablar del «tamaño» intrínseco de una partícula: El tamaño de su estructura interna, no el tamaño de su paquete de ondas. El «tamaño» de una partícula elemental, en este sentido, es exactamente cero.
Por ejemplo, en el caso del electrón, las pruebas experimentales demuestran que el tamaño de un electrón es inferior a 10−18 m. Esto es coherente con el valor esperado de exactamente cero. (Esto no debe confundirse con el radio clásico del electrón, que, a pesar del nombre, no está relacionado con el tamaño real de un electrón).

## Masa puntual probabilística
Una masa puntual en la teoría de la probabilidad no se refiere a la masa en el sentido de la física. Normalmente, un suceso individual (punto) en un espacio muestral continuo tiene una probabilidad nula. Y sólo los intervalos de sucesos tienen una probabilidad distinta de cero. Sin embargo, si un suceso individual tiene una probabilidad distinta de cero, se dice que es una masa puntual. Recibe este nombre por la analogía común entre el concepto de densidad de probabilidad y la densidad en el sentido de la física. Estos puntos también se denominan atómicos. Una medida de probabilidad con masas puntuales no es (por definición) continua para la medida de Lebesgue. Este comportamiento se manifiesta como un salto en la función de distribución acumulativa.